# Stawellia
Stawellia là một chi thực vật có hoa trong họ Xanthorrhoeaceae.